# 레바키사우루스
레바키사우루스(Rebbachisaurus)는 중생대 백악기 전기 오늘날 아프리카와 남아메리카 대륙에 주로 서식한 4족보행의 대형 초식공룡이다. '용반목'-'용각아목'-'용각하목'-'레바키사우루스과'에 속하는 종이다. 학명은 "레바키(Rebbachi)의 도마뱀"이란 의미를 갖고 있다.

## 형태
레바키사우루스의 전체 몸 길이는 약 20m(68ft), 체중은 10t 정도였을 것으로 추정된다. 목 부분부터 꼬리에 걸쳐 가시모양의 긴 돌기가 돋아 있다. 아마르가사우루스(Amargasaurus)와 같이 돛 모양의 돌기가 있었던 것으로 추정된다.

## 화석
레바키사우루스의 화석은 아르헨티나, 모로코, 튀니지 등에서 발견되었다.